# Lasse Braun
Lasse Braun (nascut Alberto Ferro, 11 de gener de 1936 - 16 de febrer de 2015) va ser un pornògraf, director de cinema, productor, guionista, novel·lista i investigador italià.
Inicialment va produir els anomenats bucles, pel·lícules hardcore de deu minuts de durada que va vendre a Reuben Sturman, que les va distribuir a 60.000 estands de peep show americans. A la dècada de 1970, Braun va produir i dirigir diverses pel·lícules pornogràfiques de luxe. També va escriure novel·les eròtiques i thrillers.
Lasse Braun és el pare del pornògraf italoamericà Axel Braun.

## Vida
Braun va néixer en una família italiana rica i aristocràtica com Alberto Ferro, i estava destinat a convertir-se en diplomàtic, seguint els passos del seu pare. Va aprovar tots els seus exàmens de dret a la Universitat Estatal de Milà (1956–63), i mentre preparava la defensa de la seva tesi doctoral titulada La censura judicial al Món Occidental, el seu contingut i les idees radicals subjacents van provocar tanta controvèrsia que va ser immediatament descartat.
Un membre del Parlament de Dinamarca va traduir la tesi al danès; i la traducció va establir les bases per la legalització de la pornografia a Dinamarca el 4 de juny de 1969.
Braun es va situar fermament en la tradició dels pornògrafs del segle xviii com Rétif de la Bretonne, que va ser el primer autor que va encunyar la paraula "pornografia" en la seva petició per la institucionalització del prostíbuls a Le Pornographe (1769) i per descriure una àmplia gamma de variacions sexuals a L'Anti-Justine ou les Délices de l'Amour (1798).
Una altra font d'inspiració per a Braun va consistir en els rituals priapistes i les festes orgiàstiques del culte a Dionís, així com les cerimònies de veneració a Afrodita (Porne), la deessa de la luxúria i patrona de les cortesanes. Segons Braun, la censura en si és obscena, i la supressió del desig sexual per part de l'establishment polític i religiós al llarg dels segles només ha provocat danys psicològics i frustració.
A principis de la dècada de 1960, Braun va començar a utilitzar les matrícules del cos diplomàtic del seu pare per introduir de contraban revistes pornogràfiques a Itàlia, primer des de Mònaco i després des de Brussel·les. El 1966 va començar a rodar els seus propis curtmetratges pornogràfics en 8mm i els va distribuir arreu d'Europa. Quan les autoritats italianes van anar per ell, es va traslladar a Suècia; finalment va ser condemnat en absència a 2,5 anys de presó. A partir de 1972, va vendre els seus loops a Reuben Sturman als Estats Units.
A principis de la dècada de 1970, Braun es va traslladar als Països Baixos i va començar a fer diverses pel·lícules pornogràfiques de llarg metratge.
Després d'haver-se retirat del món de la pornografia per la decepció amb l'enfocament purament comercial dels distribuïdors nord-americans i la consegüent inferioritat de les produccions de vídeo, Braun es va dedicar a escriure treballs científics sobre sexologia (L'impeto di Venere, que tracta sobre el punt G) i sobre l'antropologia, les novel·les històriques eròtiques, els thrillers eròtics, un estudi de la prostitució i la seva autobiografia. A la seva novel·la de 740 pàgines Lady Caligula, Braun va a contracorrent en retratar Calígula com un personatge brillant, en comptes del trastornat emperador descrit a Decline and Fall of the Roman Empire d'Edward Gibbon i a Jo, Claudi.
Braun va morir per complicacions de la diabetis el 16 de febrer de 2015 a Roma, Itàlia, als 78 anys.

## Carrera cinematogràfica

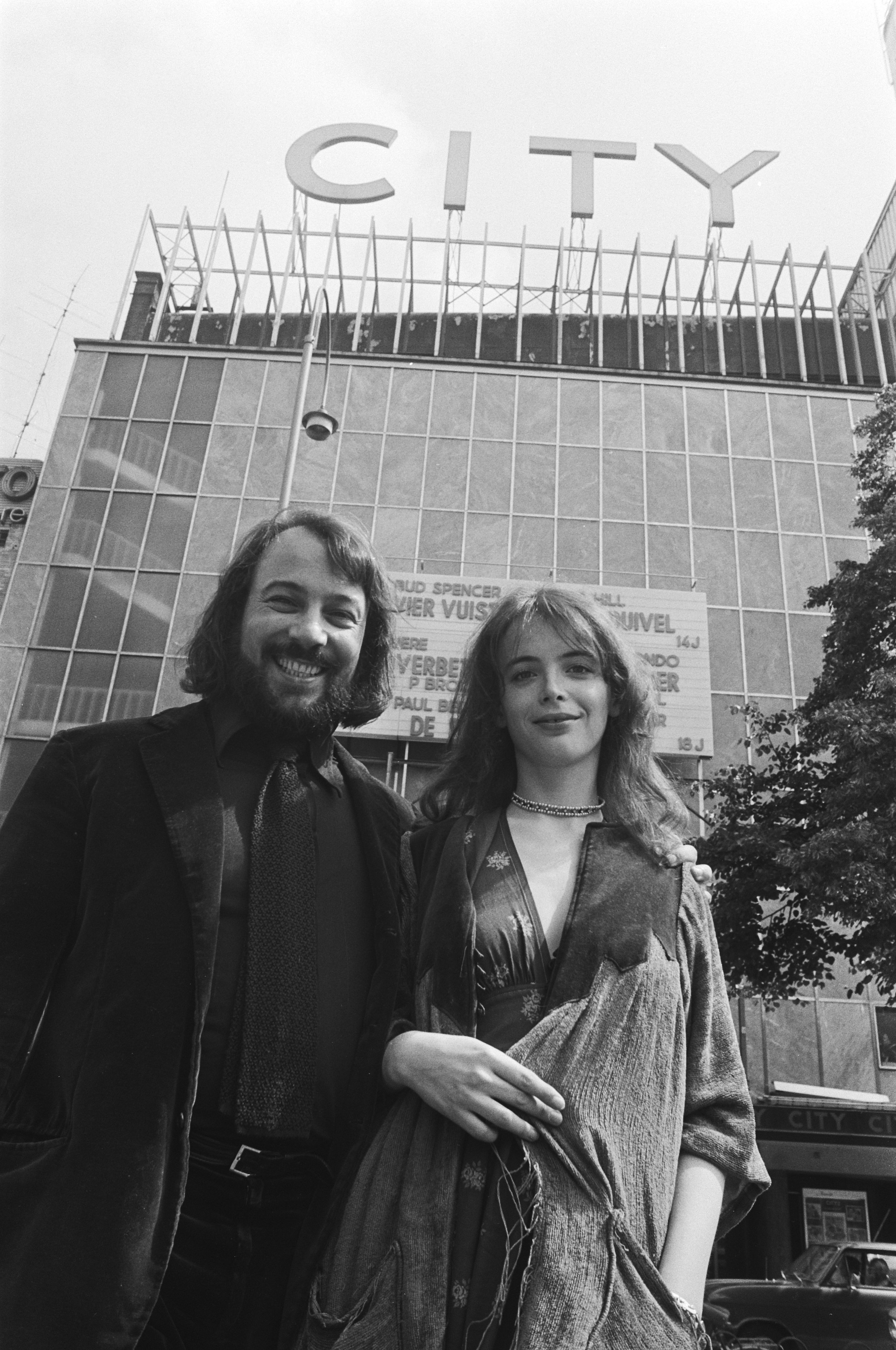
Lasse Braun i Brigitte Maier, 1976

El 1972, Braun es va traslladar a la ciutat holandesa de Breda, on va comprar una antiga fàbrica de carn, per ser renovada com a seu. Utilitzant dones fotogèniques que havia conegut als bars i discoteques europees, el políglota Braun va produir les seves pel·lícules més llargues protagonitzades per la germanoamericana Brigitte Maier, la francesa voluptuosa Nathalie Morin i Catherine Ringer.
Als Estats Units, Sturman va ser processat per obscenitat per la pel·lícula de 1972 de Braun Cake Orgy, però va ser absolt. Tres de les pel·lícules de Braun, Penetration (1972), Sensations (1975) i Body Love (1977), (aquesta última amb una banda sonora composta per Klaus Schulze) es van mostrar durant el Festival Internacional de Cinema de Canes.
Les pel·lícules de Braun difereixen notablement de les tradicionals anomenades stag films fetes a partir de 1916; històries que inclouen invasions víkings, falsificacions de James Bond i llocs exòtics com les illes del Carib, el castell de Groeneveld holandès i una galeria d'art d'Amsterdam, sense oblidar els accessoris com el pastís de xocolata, el xampany i els plàtans, van contribuir a un ambient més lúdic i relaxat del que es veu habitualment en aquest gènere inherentment limitat.

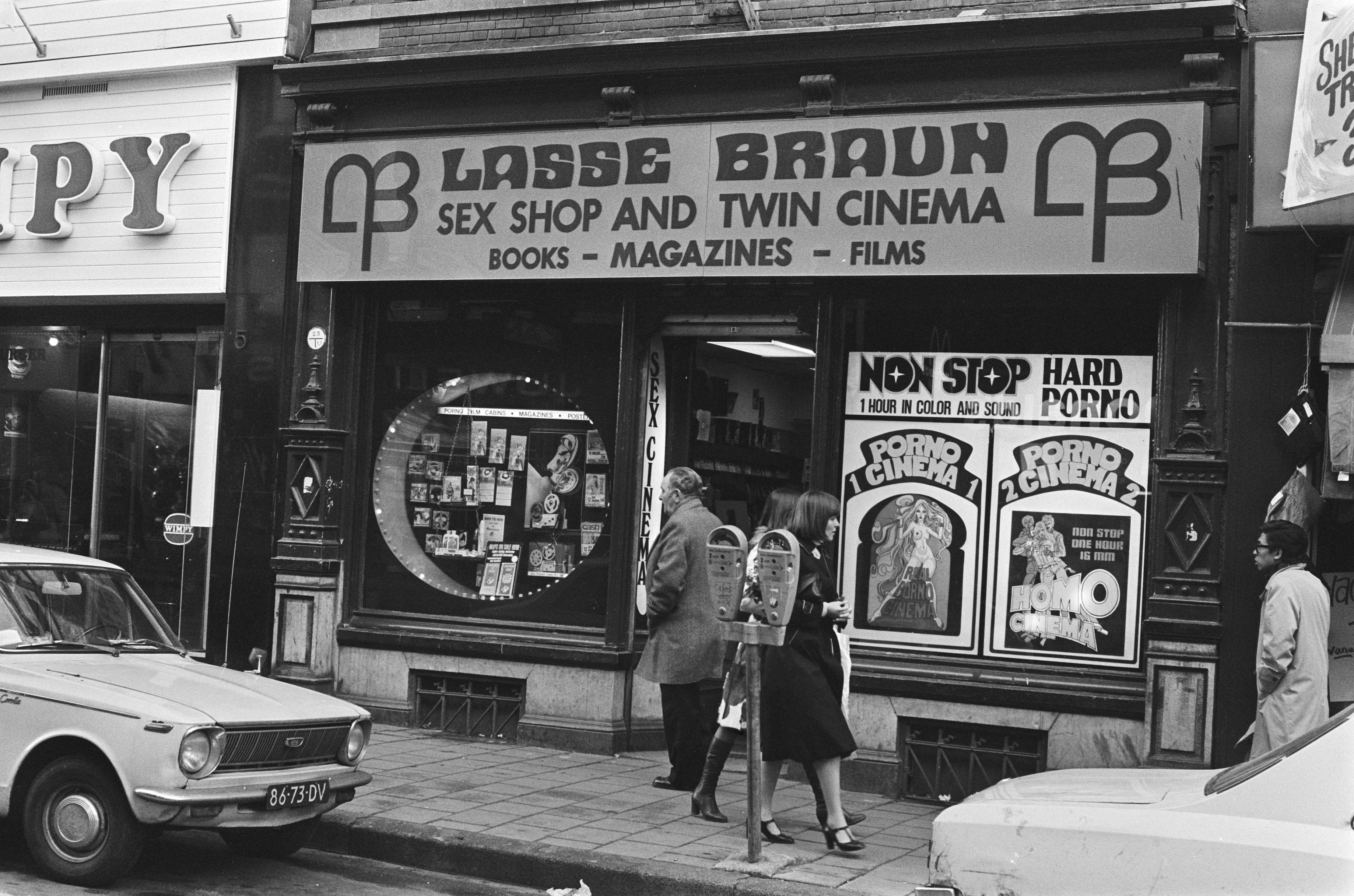
Cinema Lasse Braun a Amsterdam (1977)

Després que la seva French Blue s'hagués mostrat al cinema d'Amsterdam de City 2 des de juny fins a desembre de 1977, a Braun se li va oferir un contracte de cinc anys per ampliar-ne el recorregut juntament amb Sensations, però el Ministre de Justícia catòlic Dries van Agt va posar fi a la projecció pública de pel·lícules pornogràfiques reintroduint una Llei de 1880 sobre risc d'incendi als teatres públics que passava a tenir més de cinquanta seients. Desil·lusionat, Braun va marxar a Itàlia, on va fer diverses pel·lícules de softcore. Enfrontant-se a diverses demandes per càrrecs d'obscenitat, Braun va contratacar argumentant que gravar l'acte lícit de sexe consentit en una pel·lícula no es podia condemnar com a il·lícit. El seu únic fill conegut, Axel Braun, va continuar el comerç familiar als Estats Units d'Amèrica, després d'obtenir un doctorat en Psicologia.
El 1980, l'antiga esposa de Lasse Braun va cremar tot el seu arxiu de fotos i pel·lícules per por d'una incursió policial imminent, però Braun va aconseguir recuperar tres pel·lícules importants i trenta curtmetratges amb l'ajuda de col·leccionistes, i va remasteritzar la col·lecció en DVD. Va aparèixer a la sèrie de televisió Pornography: A Secret History of Civilisation (1999) i en un documental sobre ell mateix, I, the King of Porn ... the Adventurous Life of Lasse Braun (2001).
El 1999 Lasse Braun es va convertir en el primer director de cinema europeu que va ser inclòs al Saló de la Fama d'AVN per Adult Video News. El seu fill, Axel Braun, va seguir els seus passos convertint-se en l'únic altre director de cinema europeu que ha estat inclòs al Saló de la Fama d'AVN per Adult Video News el 2011. El seu net, Rikki Braun, va debutar com a director el 2017 amb el llargmetratge Exposed, que li va valer set nominacions als premis AVN, inclosa la de millor director.
El 2019, Lasse Braun va rebre el premi AVN al millor guió pòstum per la pel·lícula The Possession of Mrs. Hyde, que va coescriure amb el seu fill Axel Braun i el seu net Rikki Braun. La pel·lícula es va endur un total de cinc premis AVN, inclosa la pel·lícula de l'any.

## Filmografia parcial
- Intrigue (1999)
- Possession (1998)
- Night and Day (1998)
- Diamonds Are for Pleasure (1996)
- Tender Blue Eyes (1992)
- Un Folle Amore (1989)
- American Desire (1981)
- Sex Maniacs (1977)
- Body Love (1977)
- Love Inferno (1977)
- Satin Party (1977)
- Sensations (1975)
- French Blue (1974, originalment Penetration)
- Close-Up (1973)
- Cake Orgy (1972)

## Llibres
- Lady Caligula (1999) - novel·la històrica eròtica
- L'impeto di Venere - estudi de l'orgasme femení
- Le notti di Palermo (2008) - misteri
- Lo scialle giallo (2004) - història de la prostitució
- Senza Tregua (2010) - autobiografia